# Liste der Bodendenkmäler in Wendelstein (Mittelfranken)
Auf dieser Seite sind die Bodendenkmäler in dem mittelfränkischen Markt Wendelstein zusammengestellt. Diese Tabelle ist eine Teilliste der Liste der Bodendenkmäler in Bayern. Grundlage ist die Bayerische Denkmalliste, die auf Basis des Bayerischen Denkmalschutzgesetzes vom 1. Oktober 1973 erstmals erstellt wurde und seither durch das Bayerische Landesamt für Denkmalpflege geführt wird. Die folgenden Angaben ersetzen nicht die rechtsverbindliche Auskunft der Denkmalschutzbehörde.

## Bodendenkmäler in Wendelstein
| Lage                                   | Objekt | Akten-Nr.     | Bild           |
| -------------------------------------- | --- | ------------- | -------------- |
| Wendelstein (Mittelfranken) (Standort) | Untertägige mittelalterliche und frühneuzeitliche Befunde im Bereich der Evang.-Luth. Pfarrkirche St. Georg und ihrer Vorgängerbauten in Wendelstein, Friedhof des Mittelalters und der frühen Neuzeit. | D-5-6632-0024 | weitere Bilder |
| Wendelstein (Mittelfranken) (Standort) | Begräbnisplatz mit Grabhügeln vorgeschichtlicher Zeitstellung mit Bestattungen der Bronze- sowie der frühen Latènezeit.                                                                                 | D-5-6632-0025 |                |
| Wendelstein (Mittelfranken) (Standort) | Siedlung der Bronzezeit. | D-5-6632-0026 |                |
| Wendelstein (Mittelfranken) (Standort) | Freilandstation des Mesolithikums. | D-5-6632-0027 |                |
| Wendelstein (Mittelfranken) (Standort) | Siedlung der Urnenfelderzeit. | D-5-6632-0030 |                |
| Wendelstein (Mittelfranken) (Standort) | Freilandstation des Mesolithikums, Siedlung vorgeschichtlicher Zeitstellung. | D-5-6632-0032 |                |
| Wendelstein (Mittelfranken) (Standort) | Freilandstation des Mesolithikums, Siedlung der späten Bronze- und Urnenfelderzeit. | D-5-6632-0034 |                |
| Wendelstein (Mittelfranken) (Standort) | Siedlung der Urnenfelderzeit. | D-5-6632-0035 |                |
| Wendelstein (Mittelfranken) (Standort) | Siedlung der Steinzeiten, Siedlung der Latènezeit. | D-5-6632-0036 |                |
| Wendelstein (Mittelfranken) (Standort) | Siedlung der Latènezeit. | D-5-6632-0037 |                |
| Wendelstein (Mittelfranken) (Standort) | Siedlung vorgeschichtlicher Zeitstellung. | D-5-6632-0038 |                |
| Wendelstein (Mittelfranken) (Standort) | Siedlung der Latènezeit. | D-5-6632-0041 |                |
| Wendelstein (Mittelfranken) (Standort) | Siedlung der Steinzeiten, Siedlung der Bronzezeit sowie der Latènezeit. | D-5-6632-0042 |                |
| Wendelstein (Mittelfranken) (Standort) | Siedlung der späten Bronzezeit. | D-5-6632-0043 |                |
| Wendelstein (Mittelfranken) (Standort) | Siedlung der Bronzezeit. | D-5-6632-0070 |                |
| Wendelstein (Mittelfranken) (Standort) | Siedlung der Bronzezeit. | D-5-6632-0072 |                |
| Wendelstein (Mittelfranken) (Standort) | Freilandstation des Mesolithikums sowie Siedlung der Bronzezeit. | D-5-6632-0073 |                |
| Wendelstein (Mittelfranken) (Standort) | Freilandstation des Mesolithikums. | D-5-6632-0074 |                |
| Wendelstein (Mittelfranken) (Standort) | Untertägige Teile der mittelalterlichen Kernstadt und der frühneuzeitlichen Marktsiedlung von Wendelstein.                                                                                              | D-5-6632-0178 |                |
| Wendelstein (Mittelfranken) (Standort) | Untertägige Teile des mittelalterlichen und frühneuzeitlichen Herrschaftssitzes der Herren von Wendelstein.                                                                                             | D-5-6632-0179 |                |
| Wendelstein (Mittelfranken) (Standort) | Archäologische Befunde im Bereich des mittelalterlichen und frühneuzeitlichen Herrensitzes, des Pfinzingschlosses in Wendelstein.                                                                       | D-5-6632-0180 |                |
| Wendelstein (Mittelfranken) (Standort) | Archäologische Befunde im Bereich der frühneuzeitliche Marktbefestigung von Wendelstein. | D-5-6632-0181 |                |
| Wendelstein (Mittelfranken) (Standort) | Archäologische Befunde im Bereich des frühneuzeitlichen Friedhofs in Wendelstein. | D-5-6632-0182 |                |
| Forst Kleinschwarzenlohe (Standort)    | Mittelalterliches und frühneuzeitliches Steinbruchareal Wernloch. | D-5-6632-0183 | weitere Bilder |
| Wendelstein (Mittelfranken) (Standort) | Mittelalterliche und frühneuzeitliche Befunde im Bereich des Schlosses von Sorg und seiner Vorgängerbauten.                                                                                             | D-5-6632-0187 | weitere Bilder |
| Wendelstein (Mittelfranken) (Standort) | Mittelalterliche und frühneuzeitliche Befunde im Bereich des Befestigungsturms in Sorg. | D-5-6632-0188 | weitere Bilder |
| Wendelstein (Mittelfranken) (Standort) | Mittelalterliche und frühneuzeitliche Befunde im Bereich der Evang.-Luth. Filialkirche Allerheiligen in Kleinschwarzenlohe einschließlich umfriedetem Kirchhof mit Körperbestattungen.                  | D-5-6632-0190 | weitere Bilder |
| Wendelstein (Mittelfranken) (Standort) | Siedlung vorgeschichtlicher Zeitstellung. | D-5-6632-0196 |                |
| Wendelstein (Mittelfranken) (Standort) | Untertägige mittelalterliche und frühneuzeitliche Befunde im Bereich der abgegangenen Kapelle St. Wolfgang bei Röthenbach.                                                                              | D-5-6633-0008 | weitere Bilder |
| Wendelstein (Mittelfranken) (Standort) | Erdbauten des Ludwig-Donau-Main-Kanals (1836–45). | D-5-6633-0187 | weitere Bilder |
| Wendelstein (Mittelfranken) (Standort) | Mittelalterliche und frühneuzeitliche Befunde im Bereich der Evang.-Luth. Pfarrkirche St. Willibald und Kilian in Röthenbach b.Sankt Wolfgang, einschließlich umfriedetem Kirchhofareal.                | D-5-6633-0191 | weitere Bilder |
| Wendelstein (Mittelfranken) (Standort) | Mittelalterliche und frühneuzeitliche Befunde im Bereich des Schlüsselfelderschen Schlosses und seiner Vorgängerbauten.                                                                                 | D-5-6633-0193 | weitere Bilder |
| Forst Kleinschwarzenlohe (Standort)    | Gauchsbach-Leitgraben des Ludwig-Donau-Main-Kanals (1836–45). | D-5-6633-0196 | weitere Bilder |